# Clinton Hill (lekkoatleta)
Clinton Rory Hill (ur. 19 kwietnia 1980 w Johannesburgu) – australijski lekkoatleta (sprinter), wicemistrz olimpijski z 2004.
Urodził się i wychował w Republice Południowej Afryki. Jego rodzina przeprowadziła się wraz z nim do Australii w 1998. Hill ma obywatelstwo australijskie od 2000.
Zdobył srebrny medal w biegu na 400 metrów na uniwersjadzie w 2001 w Pekinie, a sztafeta 4 × 400 metrów z jego udziałem zajęła na tej imprezie 4. miejsce. Zajął 8. miejsce w biegu na 400 metrów i 5. miejsce w sztafecie 4 × 400 metrów na Igrzyskach Wspólnoty Narodów w 2002 w Manchesterze. Odpadł w półfinale biegu na 400 metrów i w eliminacjach sztafety 4 × 400 metrów na mistrzostwach świata w 2003 w Paryżu (sztafeta Australii biegła w składzie: John Steffensen, Hill, Paul Pearce i Mark Ormrod).
Zdobył srebrny medal w sztafecie 4 × 400 metrów, która biegła w składzie: Steffensen, Ormrod, Patrick Dwyer i Hill na igrzyskach olimpijskich w 2004 w Atenach. Biegnący na ostatniej zmianie Hill przejął pałeczkę na 5. miejscu i wyprowadził sztafetę na 2. pozycję. W indywidualnym biegu na 400 metrów Hill odpadł w 1. rundzie.
Zwyciężył w sztafecie 4 × 400 metrów (w składzie: Steffensen, Christopher Troode, Ormrod i Hill) na Igrzyskach Wspólnoty Narodów w 2006 w Melbourne. Odpadł na tych igrzyskach w półfinale biegu na 400 metrów.
Zajął 6. miejsce w sztafecie 4 × 400 metrów (w składzie: Sean Wroe, Steffensen, Hill i Joel Milburn) na igrzyskach olimpijskich w 2008 w Pekinie.
Hill był mistrzem Australii w biegu na 400 metrów w latach 2002–2004 i wicemistrzem w 2006.
Rekordy życiowe Hilla:
| Konkurencja        | Data i miejsce             | Wynik |
| ------------------ | -------------------------- | ----- |
| bieg na 200 metrów | 1 grudnia 2007, Canberra   | 21,69 |
| bieg na 400 metrów | 26 stycznia 2006, Canberra | 45,06 |